# Крепость Кушка
Ку́шка — русская малая крепость или крепость-застава на Закаспийском театре войны, в Средней Азии, на юге современного Туркменистана, вблизи границы с Афганистаном.
В 1890 году на границе с эмиратом Афганистан основан Кушкинский укреплённый пост (Кушкинский пост) Закаспийской области. Позже построена крепость, с 1896 года крепость 4-го класса, с 1902 года крепость 3-го класса, на совершенно пустынном месте, в конце XIX века, недалеко от места впадения реки Кушка (Кушк) в Мургаб. В начале XX столетия Кушка, обнесённая длинною стеною и занимающая огромную площадь среди долины, имела вид значительного военного города, ряды казарм, складов и офицерских домов образовывали несколько улиц, в центре которых на небольшой площади имелась православная церковь. До наших дней крепостные  сооружения не сохранились — в середине XX века были разобраны на кирпичи. На месте крепости возник посёлок Кушка, с 1967 года город, с 1992 года переименован в Серхетабад.

## Предыстория
В 1884 году жители Мервского оазиса, что находится в Каракумах в слепой дельте реки Мургаб, после переговоров с представителями начальника Закаспийской области добровольно приняли подданство Российской империи. Старая текинская крепость Мерв стала центром Мервского уезда. Независимые туркменские племена (салоры и сарыки), проживавшие к югу от Мервского оазиса в Иолатанском (Иолатань) и Пендинском (Пенде) оазисах, также изъявили желание принять российское подданство. Однако самый южный на реке Мургаб оазис — Пенде с 1833 года находился под контролем афганского эмира.
Русское правительство предложило афганской стороне признать Пенде частью российской территории и обозначить точную границу между странами. Была учреждена пограничная комиссия с целью демаркации границы. Появление афганских военных отрядов на реке Кушка в районе каменного моста Таш-Кепри (виадук длиной 20 метров и шириной 5 метров) и около бугра Ак-Тепе свидетельствовало о том, что афганцы не собираются уступать Пенде мирным путём. 18 марта 1885 года русский отряд под начальством генерала А. В. Комарова сразился с афганским и одержал победу (Бой на Кушке). На другой день после одержанной победы старейшины Пенде обратились к Комарову с прошением на имя императора о принятии Пенде в русское подданство. В 1890 году на правом берегу реки Кушка был обустроен Кушкинский укреплённый пост (с 1896 года крепость 4-го класса, с 1902 года крепость 3-го класса).

## Стратегическое значение крепости
Оазис Пенде (встречаются также названия Пендэ, Пенджде, Пандждех, Панджшех) занимал стратегические высоты в горах на подходе к афганской провинции Герат. В долине реки Кушка проходил наиболее удобный маршрут для переброски войск и военных грузов в Афганистан. Крепость должна была выполнять роль опорного пункта русских войск в случае наступления на Афганистан (Кандагарское операционное направление). В условиях секретности была построена военная железная дорога с целью подвоза войск к границе в самый район сосредоточения — крепость Кушку. Генерал А. Е. Снесарев писал: «На всём протяжении [перехода через границу - прим.] возможно колёсное движение, причём войска могут пользоваться двумя параллельными путями, в расстоянии 30 вёрст один от другого, проходящими по местности в общем равниной, несколько населённой и не представляющей значительных естественных препятствий».
Великобритания, под управлением которой в то время находился Афганистан, опасалась вторжения русских войск в Герат и дальнейшего их продвижения в сторону Индии. В результате дипломатических переговоров России удалось сохранить за собой Пендинский оазис. В 1887 году русско-афганская граница на этом участке была официально утверждена.

## Инженерные сооружения
Крепость была построена в долине реки Кушка в пустынном месте в 4 км от границы, и по характеру фортификационного устройства приближалась к типу европейских крепостей. Размеры крепости составляли примерно 4 км в длину и 1 км в ширину. Военное поселение было обнесено крепостной стеной. В стене было двое ворот с массивными створами и башнями (две башни сохранились). Фортификации представляли собой бастионы и куртины с бойницами. Артиллерийские батареи располагались в фортах на вершинах окрестных сопок. Ивановский форт находился на другом берегу реки и был соединён с крепостью тоннелем (потерна). Питьевая вода поступала в крепость по подземному водоводу из пещеры, расположенной в нескольких километрах от крепости. В строительстве крепости участвовали военнослужащие и поселенцы из посёлков Алексеевский и Полтавский. Заболоченная местность и масштабные земляные работы у жителей Кушки часто вызывали малярию. Военно-инженерное ведомство также обустроило гужевую дорогу ведущую в крепость через горный перевал и участок дороги от крепости до границы с Афганистаном.

### Мургабская ветка Среднеазиатской железной дороги
В 1897—1898 годах Военное ведомство России построило железнодорожную ветку Мерв — Кушка с русской колеёй (1520 мм). Дорога была построена военнослужащими 1-го и 2-го Закаспийских железнодорожных батальонов в тяжелейших условиях — в песчаной пустыне с движущимися барханами. Первоначально Мургабская ветка примыкала к Закаспийской железной дороге, позже стала частью Среднеазиатской железной дороги. Благодаря железной дороге крепость была соединена непрерывным рельсовым путём с европейской частью России.
Ветка имела четыре крупные станции. Первая – узловая станция Мерв (0), вторая – Сары-Язы (140-я верста). Станция Кушка (295-я верста) имела одноэтажный кирпичный вокзал, платформу и маневровый паровоз. Конечная станция – Торгунди (302-я верста) находилась в Афганистане. Первоначально по железной дороге в крепость доставляли вооружение и боеприпасы, а после передачи дороги из Военного ведомства в Ведомство путей сообщения — гражданские грузы и товары предназначенные для отправки в Афганистан. Связь между станциями железной дороги осуществлялась с помощью телеграфа.

### Кушкинская военно-полевая железная дорога
В крепости находилась полевая железнодорожная рота в задачи которой входило обслуживание 200-верстовой военно-полевой железной дороги. Ширина колеи железной дороги составляла 750 мм. Железнодорожный парк состоял из нескольких десятков узкоколейных паровозов, 220 платформ и 12 нефтяных цистерн, изготовленных на Коломенском заводе. Также были изготовлены семафоры, водокачки, нефтекачки, шпалы, рельсы, 13 сборно-разборных мостов. Паровозы в качестве топлива использовали нефть.
В случае начала военных действий на территории Афганистана военнослужащие роты должны были протянуть железную дорогу до афганской крепости Герат с целью материально-технического обеспечения  наступающих русских войск. Скорость укладки полотна военно-полевой железной дороги могла достигать 8–9 км в сутки.

## Гарнизон крепости
В Кушке с 1890 года проходили службу казаки 1-го Кавказского казачьего полка Кубанского казачьего войска . 30 мая 1893 года была сформирована отдельная крепостная артиллерийская рота (крепостная артиллерийская рота), в 1901 году сформированы 1-я и 2-я, а затем и 3-я роты Кушкинской крепости (1 января 1902 года рота была развернута в две, 1 февраля сформирована вновь 3-я рота), и 6-й осадный полк, 1 апреля 1904 года сформирована из ½-роты 3-го железно-дорожного батальона — Кушкинская полевая железнодорожная рота, ротный праздник 19 июля.
В 1910 году в крепости размещались: Кушкинский крепостной артиллерийский батальон, Кушкинский крепостной пехотный батальон, Кушкинский обозный батальон, Кушкинская отдельная кадровая обозная рота, Кушкинская полевая железнодорожная рота, Кушкинская пешая дружина государственного ополчения, 15-й и 16-й Туркестанские стрелковые полки (см. 2-й Туркестанский армейский корпус). Военные связисты крепости успешно перехватывали в эфире переговоры Британской военной миссии с командирами британских частей размещавшихся в Персии и Афганистане.
Солдаты гарнизона первоначально размещались в кирпичных казармах, построенных в низинах. Впоследствии казармы стали строить на возвышенностях, что снизило заболеваемость малярией. Офицеры жили в отдельных домах. В крепости было два полковых храма и офицерская часовня. На одной из сопок был устроен лазарет. Действовала приготовительная школа для детей офицеров полка.
Условия прохождения службы были чрезвычайно трудными в основном из-за жары и малярии. В крепости было мало русских женщин. Поэтому, после пяти лет службы в Кушке офицерам предоставлялось право перевода в любой другой гарнизон. В октябре 1917 года гарнизон крепости на общем собрании первым в Средней Азии признал советскую власть. 1 ноября 1918 года Кушкинский крепостной отряд прибыл в Ташкент для защиты города от белогвардейцев.

### Офицерский состав
Командные должности Кушкинской крепости: комендант крепости, начальник штаба крепости, начальник артиллерии, начальник инженеров.
Офицерский состав на 1909 и 1910 годы приведён на сайте «Офицеры РИА» в статье «Кушкинская крепость».
Архивы штаба крепости (списки офицеров, схемы построек, приказы с 1895 по 1929 год) хранятся в РГВИА.

#### Комендант крепости
- Прасолов[21];
- Карпов, Владимир Михайлович, 1925 год;

### Вооружение крепости
В 1914 году крепостная артиллерия насчитывала около 100 артиллерийских орудий. В арсенале крепости хранились большие запасы артиллерийских снарядов, оружейных патронов, винтовок, ручных гранат, пулемётов и осадных пушек. Осадные пушки были завезены в крепость сразу после завершения строительства железной дороги и с тех пор хранились в ожидании наступления на Британскую Индию. В документах осадная артиллерия в Кушке числилась «отделением Кавказского осадного парка». К началу 1917 года в Кушкинской крепости было складировано свыше 5 000 винтовок и до 2 миллионов патронов. К крепости был приписан бронепоезд.

## 68-й Тахта-Базарский пограничный отряд
В 1888 году по итогам разграничительного соглашения 1887 года вдоль границы установлены деревянные пограничные столбы. Кушкинский пост пограничной стражи размещался на берегу реки Кушка в 4 км от Кушкинской крепости в местности носящей название Кара-тепе. На другом берегу реки находился афганский пост. Пограничная стража вела активную борьбу с контрабандистами. Русская таможня, очищавшая пошлиной афганские товары (главным образом кишмиш, каракулевые шкурки, кожу, шерсть, ковры, скот), находилась в селении Тахта-базар, главном населённом пункте Пендинского оазиса. Размер пошлины для афганских товаров составлял 5 % от стоимости товара. Российские товары (керосин, мануфактурные товары) вывозились беспошлинно.
До революции 1917 года в крепости располагался штаб 5-го отдела 30-й Закаспийской пограничной бригады и один из трёх его отрядов — Кушкинский. В советское время Кушкинская погранкомендатура входила в состав Тахта-Базарского погранотряда, который был создан в 1932 году по приказу ГПУ. Численность Тахта-Базарского погранотряда войск НКВД на 22 июня 1942 года составляла 1226 чел. 19 мая 1989 г. Указом Президиума Верховного Совета СССР «За успешное выполнение боевых задач по оказанию интернациональной помощи Республике Афганистан, мужество и отвагу, проявленные личным составом, высокие показатели в деле обеспечения государственной безопасности страны» 68-й пограничный отряд КГБ СССР награжден орденом Красного Знамени.

## Краткая хронология событий
В 1890 году основан Кушкинский укреплённый пост.
В 1892 году основан посёлок Алексеевский, носящий имя первого начальника Закаспийской области генерал-адъютанта А. Н. Куропаткина.
В 1896 году основан посёлок Полтавский.
В 1900 году около железнодорожной станции Таш-Кепри (198-я верста от Мерва) открыт монумент в память об участниках Кушкинского боя 1885 года.
В 1901 году состоялось официальное открытие Мургабской ветви (Мерв — Кушка) Среднеазиатской железной дороги. Поезд проходил  314 км пути за 14-15 часов.
В 1910 году учреждена походная церковь во имя Святого Николая Чудотворца при 15-м Туркестанском стрелковом полку. Год постройки — 1908.
В 1910 году учреждена походная церковь во имя Святого Александра Невского при 16-м Туркестанском стрелковом полку. Год постройки — 1895.
В 1910 году в честь трёхсотлетия дома Романовых на одной из окрестных сопок сооружена каменная часовня в виде креста.
В 1912 году улицы Кушки получили собственные названия. Одна из них названа Вазовской в честь военного инженера Георги Вазова — строителя крепости в 1892—1897 годах.
В 1915 году построена мощная искровая радиостанция для связи с военным командованием.
В августе 1918 года крепость выдержала двухнедельную осаду (смотри Оборона Кушки).
В ноябре 1918 года гарнизон и арсенал крепости были эвакуированы в Ташкент. После чего крепость перешла в руки белогвардейцев.
24 мая 1919 года бойцы 1-го боевого поезда из состава войск Закаспийского фронта освободили крепость от белогвардейцев.
В 1920 году образован Кушкинский укрепрайон. Гарнизон Кушки награждён Почётным революционным Красным Знаменем ВЦИК.
В июле 1920 в Кушку прибыл кавалерийский полк, который постепенно принял под охрану одну за другой все шесть застав на участке укрепрайона.
К октябрю 1920 года завершились ремонтные работы на фортах. Все форты были подготовлены для установки новых орудий.
В 1921 году приказом по крепости № 1 от 10 февраля штаб Кушкинского укрепрайона переименован в штаб крепости Кушка с непосредственным подчинением начальнику 1-й Туркестанской стрелковой дивизии. Приказом по 1-й Туркестанской стрелковой дивизии № 257 от 15 июля 1921 года создано Управление коменданта крепости.
В 1921 году после подписания мирного договора с Афганистаном была построена линия телеграфной связи Кушка—Герат—Кандагар—Кабул.
В 1922 году с мая по сентябрь в Кушке проходили лагерные сборы курсантов военных заведений Приволжского военного округа, на которых личный состав 16-х Казанских мусульманских пехотных командных курсов был отмечен, а команда по стрельбе завоевала первый приз.
В 1922—1925 годах в крепости дислоцировались части 2-й отдельной Туркестанской кавалерийской бригады.
В апреле 1928 года Президиум ЦИК Туркменской ССР наградил крепость орденом Красного Знамени Туркменской ССР (№ 24).
В 1929 году приказом войскам САВО № 209/55 управление коменданта и штаб крепости Кушка расформированы (приказ по крепости Кушка № 2/136 от 17 сентября 1929 г.).
В 1929 году военный инженер К. К. Сливицкий смонтировал в Кушке радиостанцию для связи с советскими дипломатическими миссиями в Кабуле, Кандагаре и Герате и радиоперехвата сообщений английской миссии, поддержавших восстание Бачаи-и Сакао против короля Афганистана Амануллы-хана. (смотри Афганский поход Красной армии (1929)).
В 1920 — начале 1930-х годов с территории Кушки проводились спецоперации войск РККА и ОГПУ по ликвидации басмаческих банд на сопредельной территории.
В 1935 году в крепости дислоцировался 2-й Туркестанский гсп 1-й Туркестанской горнострелковой дивизии.
В 1932—1935 в крепости дислоцировался 83-й Бегалинский кавполк отдельной Туркестанской кавалерийской бригады (с 1932 — 83 кп 4 Туркменской кд, с 1936 — 97 кп 18 гкд)
В 1931—1941 в посёлке Кушка размещалась артиллерийская школа младших командиров 8-й гаубичной бригады.
В июне 1940 из Мары в Кушку передислоцировались управление и части 18 гкд.
В годы Великой Отечественной войны в Кушке размещалось Туркестанское стрелково-пулемётное училище (ТСПУ).
В 1946 году в Кушке разместилась 5-я гвардейская механизированная дивизия.
В 1960-е годы советскими военными строителями построена бетонная автомобильная дорога Кушка—Герат—Кандагар длиной 680 км и шириной 6 м.
В ночь с 27 на 28 декабря 1979 года из Кушки в Афганистан вошла 5-я гвардейская мотострелковая дивизия.
В 1980 году в Кушке на местах бывшей дислокации 5-й гвардейской мсд развернута 88-я мотострелковая дивизия.
В 1980 году в Кушке разместилась 1468-я перевалочная база КТуркВО, снабжавшая 40-ю армию, находившуюся в Афганистане.
В 1981 году построен полевой трубопровод из Кушки на 18 км вглубь территории Афганистана для перекачки горючего.
В 1982 году построена железная дорога из Кушки до афганского посёлка Торгунди.
В 1988 — 1989 годах в Кушке находился узел военной связи (полк 148-й бригады связи), обеспечивавший связь с частями 40-й армии во время их вывода из Афганистана.

## В Кушке служили
- Абдуллин, Мансур Идиатович — артиллерист, Герой Советского Союза (1943).
- Бикмеев Михаил Ахметович (р. 1954), полковник, доктор исторических наук (2005), в 1986—90 служил в 5-й мсд.
- Востросаблин, Александр Павлович — генерал-лейтенант, комендант крепости Кушка в 1910—1918 годах.
- Карпов, Владимир Васильевич — полковник, писатель-публицист, Герой Советского Союза (1944)
- Кремер, Симон Давидович — генерал-майор, Герой Советского Союза
- Моргунов Г. С., унтер-офицер (1917), механик военной радиостанции, большевик
- Неизвестный, Эрнст Иосифович — скульптор, выпускник Кушкинского военного училища (1944) [35]
- Сливицкий, Константин Иванович — штабс-капитан, начальник штаба крепости в 1905—1918 годах.
- Ястребов, Илья Иванович - командир роты в 5 Туркестанский стрелковый полк 2-й Туркестанской бригады